# Glinki (stawy w Warszawie)
Glinki lub Glinianki na Moczydle – stawy w Warszawie, w dzielnicy Wola, na terenie parku Moczydło.

## Położenie i charakterystyka
Stawy znajdują się w stołecznej dzielnicy Wola, na obszarze MSI Koło, na terenie parku Moczydło, w pobliżu ulic Czorsztyńskiej, Deotymy i alei Narcyzy Żmichowskiej, w sąsiedztwie Kopca Moczydłowskiego. Są położone na obszarze zlewni bezpośredniej Wisły o nazwie: Wisła od Kanału Kamionkowskiego do oddzielenia się Kanału Żerańskiego. Według różnych źródeł jest ich trzy lub cztery.
Zgodnie z „Programem Ochrony Środowiska dla m. st. Warszawy na lata 2009–2012 z uwzględnieniem perspektywy do 2016 r.” stawy położone są na wysoczyźnie. Ich łączna powierzchnia wynosi 1,1367 ha (9834+901+632 m²). Według numerycznego modelu terenu udostępnionego przez Geoportal lustro wody znajduje się na wysokości 103,7 m n.p.m. Ich głębokość maksymalna zmierzona w największym ze zbiorników wodnych wynosi 3,45 m.
Pochodzenie stawów jest sztuczne. Stanowią pozostałość zalanych wodą glinianek powstałych po eksploatacji iłów plioceńskich, stanowiących surowiec dla cegielni. W miejscu tym działała cegielnia Kohen i Oppenheim. Teren został uporządkowany w czynie społecznym po II wojnie światowej, a w latach 1968–1970 powstał w tym miejscu park Moczydło, zaprojektowany przez Marię Szczypiorską i Alinę Scholtz.
Nad brzegami stawów rosną wierzby płaczące. Stawy mają możliwość regulacji poziomu wody – wyposażone zostały ok. 2001 roku w przepompownię. Według pierwotnego projektu pełniły rolę zbiorników retencyjnych z wodą przelewającą się przez groble przy wysokich stanach wód. Ich wygląd i układ mogły być inspirowane rozwiązaniami stosowanymi w Chinach.
Nazwa „Glinki” jest nieoficjalnie używana również wobec innych obiektów w Warszawie związanych z wydobyciem gliny, np. parku Szczęśliwickiego.

## Galeria
| - Stawy w latach 70. XX w. - Tablica informacyjna na ternie parku Moczydło pokazująca plan stawów wraz z głębokością maksymalną (2025) - Jeden ze stawów z Kopcem Moczydłowskim w tle (2018) |